# Zilverdistel
De zilverdistel (Carlina acaulis) is een plant uit de composietenfamilie (Asteraceae). De plant komt voor in hoog- en middelgebergten van Zuid- en Midden-Europa als de Alpen, het Thüringer Woud, het Beierse Woud en de Balkan.
De soort komt voor in landen als Frankrijk, Zwitserland, Duitsland en Polen. Ze heeft een voorkeur voor kalkhoudende voedselarme weiden. Ze wordt beschouwd als bedreigd.
Er zijn twee ondersoorten:
- Stengelloze zilverdistel (Carlina acaulis L. subsp. acaulis): Zeer korte stengel, alle bladen en ook het bloemhoofd dicht bij de bodem
- Hoge zilverdistel (Carlina acaulis subsp. simplex (Waldst. & Kit.) Nyman, synoniem: Carlina caulescens Lam., Carlina aggregata Waldst. & Kit., Carlina alpina Jacq., Carlina acaulis L. subsp. aggregata (Waldst. & Kit.) Hegi, Carlina simplex Waldst. & Kit., Carlina cirsioides Klokov):Deze heeft een min of meer duidelijke stengel, het bloemhoofdje bevindt zich hierdoor niet in de buurt van de grond.

De plant wordt soms gebruikt in rotstuinen.

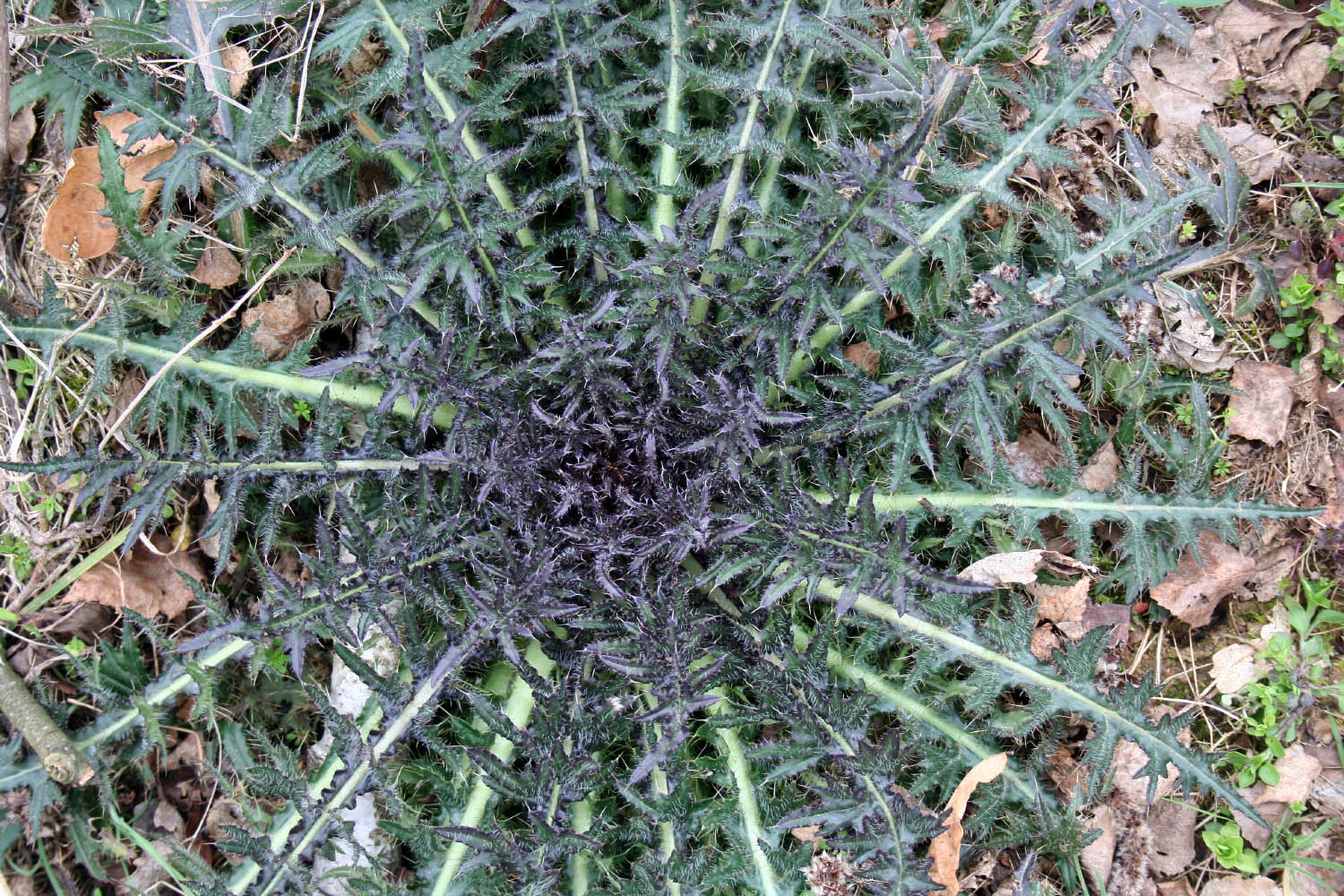
Bladrozet